# Конк-сюр-Орбьель (кантон)
Конк-сюр-Орбье́ль (фр. Conques-sur-Orbiel) — кантон во Франции, находится в регионе Лангедок — Руссильон, департамент Од. Входит в состав округа Каркасон.
Код INSEE кантона — 1112. Всего в кантон Конк-сюр-Орбьель входят 10 коммун, из них главной коммуной является Конк-сюр-Орбьель.

## Коммуны кантона
| Коммуна            | Население, чел. (1999) | Почтовый индекс | Код INSEE |
| ------------------ | ---------------------- | --------------- | --------- |
| Баньоль            | 188                    | 11600           | 11025     |
| Виллалье           | 919                    | 11600           | 11410     |
| Вилларзель-Кабарде | 145                    | 11600           | 11416     |
| Вильгли            | 747                    | 11600           | 11426     |
| Вильгеланк         | 1 326                  | 11600           | 11425     |
| Вильмустоссу       | 2 696                  | 11620           | 11429     |
| Конк-сюр-Орбьель   | 2 061                  | 11600           | 11099     |
| Лимузи             | 104                    | 11600           | 11205     |
| Мальв-ан-Минервуа  | 755                    | 11600           | 11215     |
| Саллель-Кабарде    | 105                    | 11600           | 11368     |

## Население
Население кантона на 1999 год составляло 9 046 человек.
| 1962  | 1968  | 1975  | 1982  | 1990  | 1999  | 2006 | 2007 |
| ----- | ----- | ----- | ----- | ----- | ----- | ---- | ---- |
| 5 184 | 5 766 | 6 392 | 7 752 | 8 880 | 9 046 | -    | -    |